# La Falaise (film, 1999)
Cet article concerne le film de 1999. Pour le film de 2002, voir La Falaise (film, 2002). Pour la commune, voir La Falaise.
Pour plus de détails, voir Fiche technique et Distribution.
La Falaise  est un film marocain réalisé par Faouzi Bensaïdi, sorti en 1999.

## Synopsis
Dans un petit village près d'une plage, Hakim et son petit frère Saïd font des petits boulots (blanchir une tombe à la chaux, revendre des bouteilles vides).

## Fiche technique
- Titre français : La Falaise
- Réalisation : Faouzi Bensaïdi
- Scénario : Faouzi Bensaïdi
- Photographie : Marc-André Batigne
- Pays d'origine : Maroc
- Format : Couleurs - 35 mm - 2,35:1 - Dolby Surround
- Genre : drame
- Durée : 18 minutes
- Date de sortie

## Distribution
- Adil Halouach : le grand frère, Saïd
- Mehdi Halouach : le petit frère, Hakim
- Atifi Zakaria : le clochard

## Prix
Il remporte 23 prix dans des festivals..